# Wordperfect Office
Wordperfect Office, i marknadsföring skrivet WordPerfect Office, är ett kontorspaket som utvecklas av Corel Corporation. Det innehåller Wordperfect (ordbehandling), Quattro Pro (kalkylering), Presentations (presentation), Paradox (databas) och några ytterligare applikationer.
Wordperfect Office finns i olika versioner: Paradox medföljer endast i Professional-versionen.
Wordperfect Office X6 (16), utkom i april 2012.